# پل جانسون (بازیکن هاکی روی یخ)
پل جانسون (انگلیسی: Paul Johnson؛ ۱۸ مه ۱۹۳۵ – ۱۷ ژوئیه ۲۰۱۶) بازیکن هاکی روی یخ اهل ایالات متحده آمریکا بود.
وی در مسابقات کشوری و بین‌المللی در مجموع برندهٔ ۱ مدال طلا شده‌است.